# Latour (Alto Garona)
Latour (em occitano:  La Tor) é uma comuna francesa na região administrativa da Occitânia, no departamento do Alto Garona. Estende-se por uma área de 6.24 km², com 77 habitantes, segundo o censo de 2018, com uma densidade de 12 hab/km².